# Museo nazionale dell'architettura popolare e della vita dell'Ucraina
Il Museo nazionale dell'architettura popolare e della vita dell'Ucraina (in ucraino Національний музей народної архітектури та побуту України?, Nacional'nyj muzej narodnoï architektury ta pobutu Ukraïny; in russo Музей народной архитектуры и быта Украины?, Muzej narodnoj architektury i byta Ukrainy) è un museo all'aperto in Ucraina e si trova nella periferia sud di Kiev, nel distretto di Holosiïv ed è uno dei più estesi al mondo nel suo genere.

## Storia

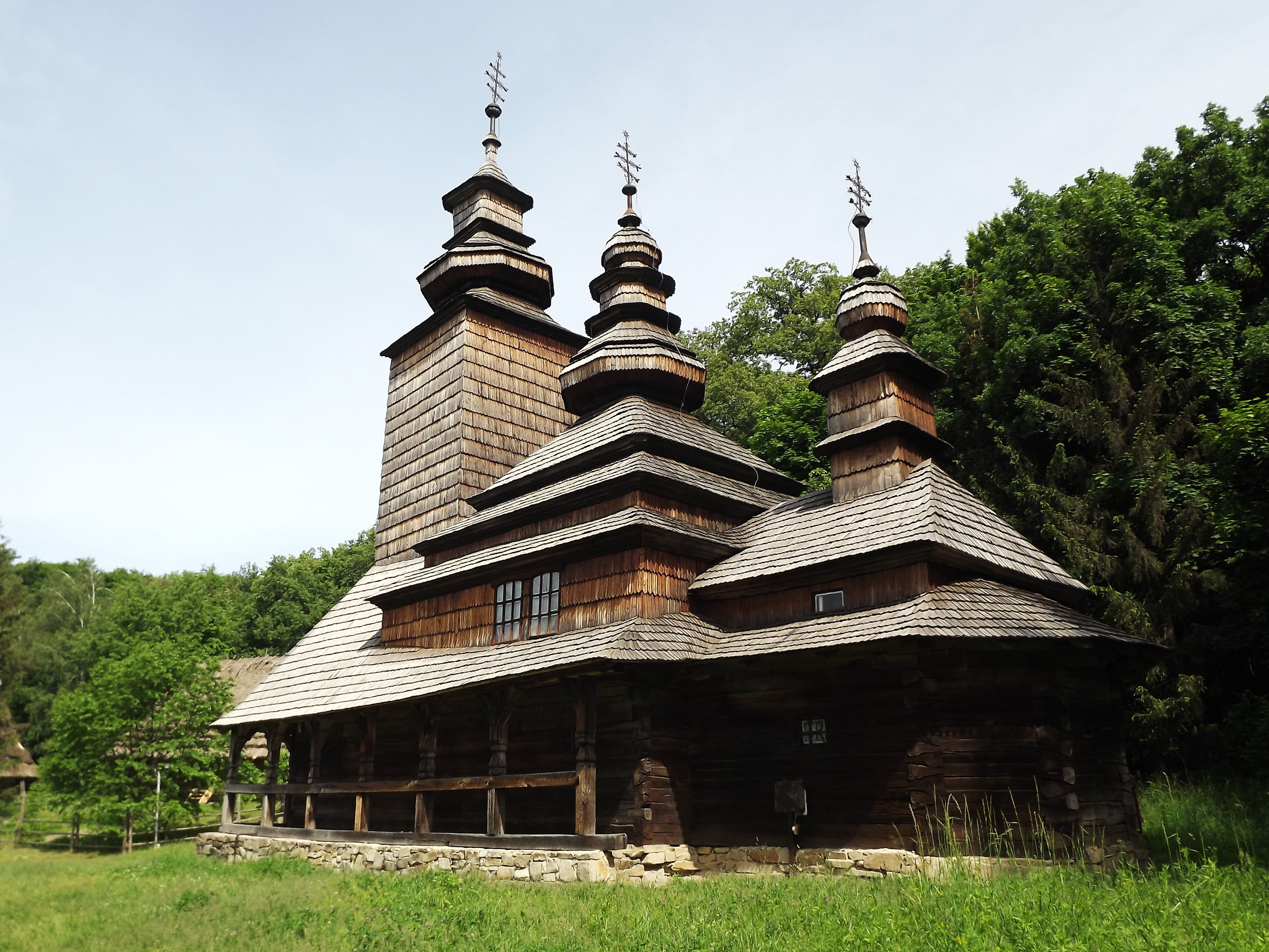
Chiesa del villaggio di Kanora, Oblast' della Transcarpazia

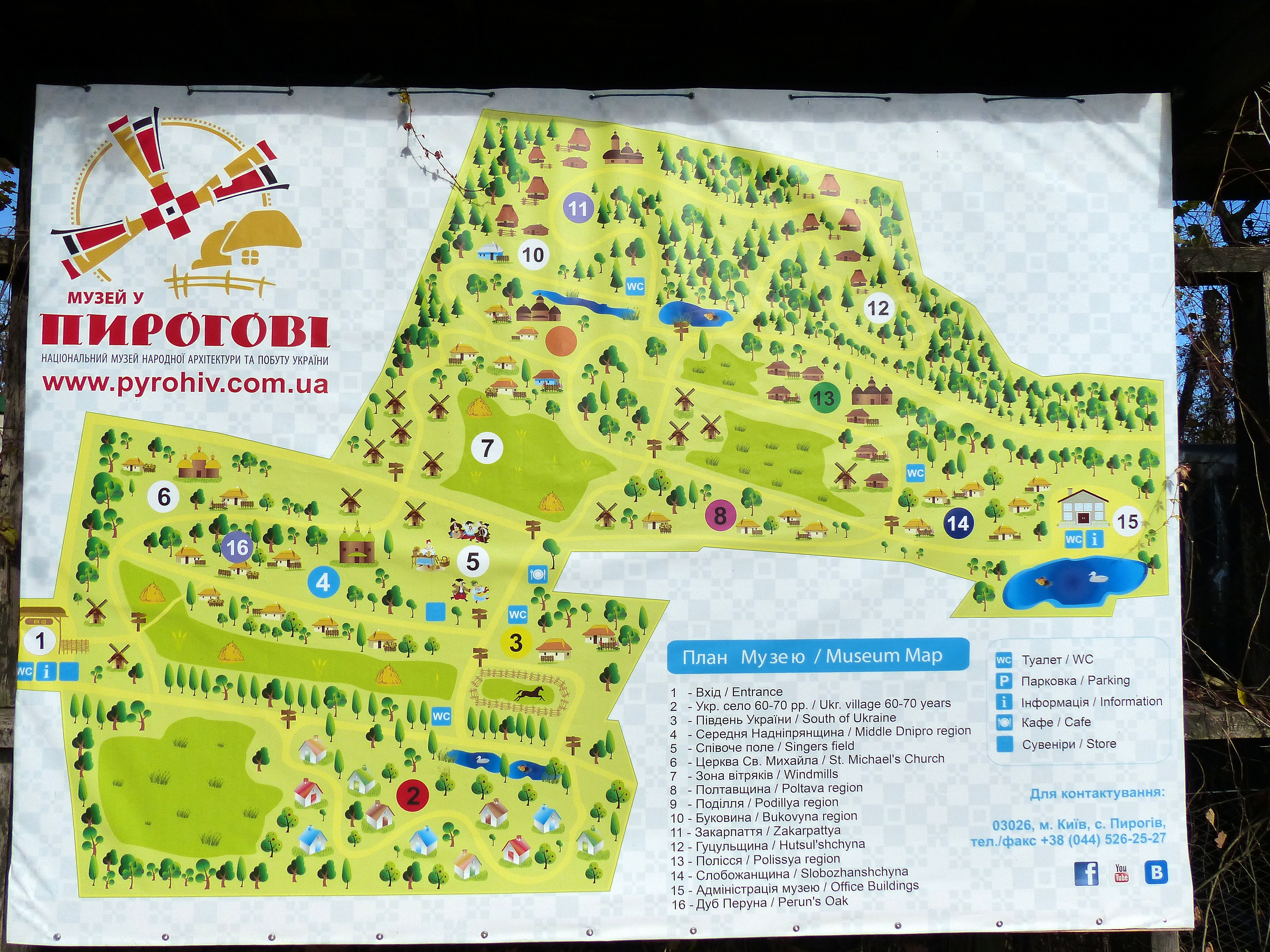
Piantina del museo con legenda

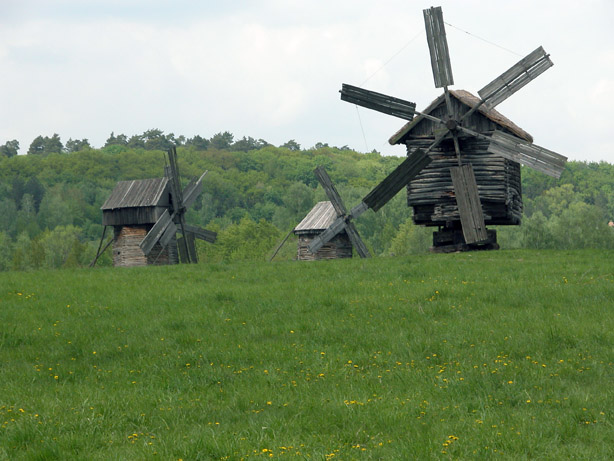
Zona dei mulini a vento

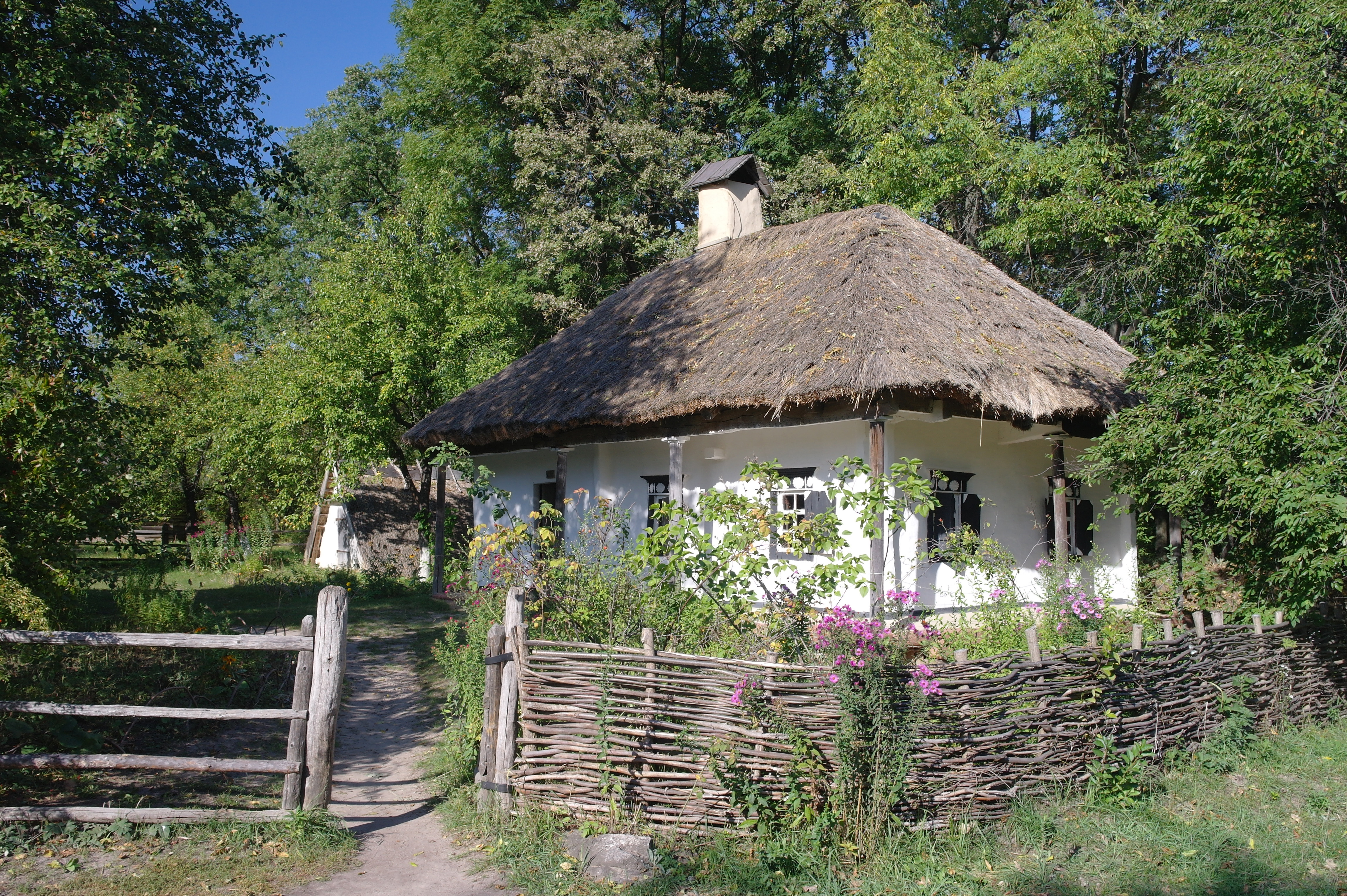
Uno dei numerosi edifici nell'area museale

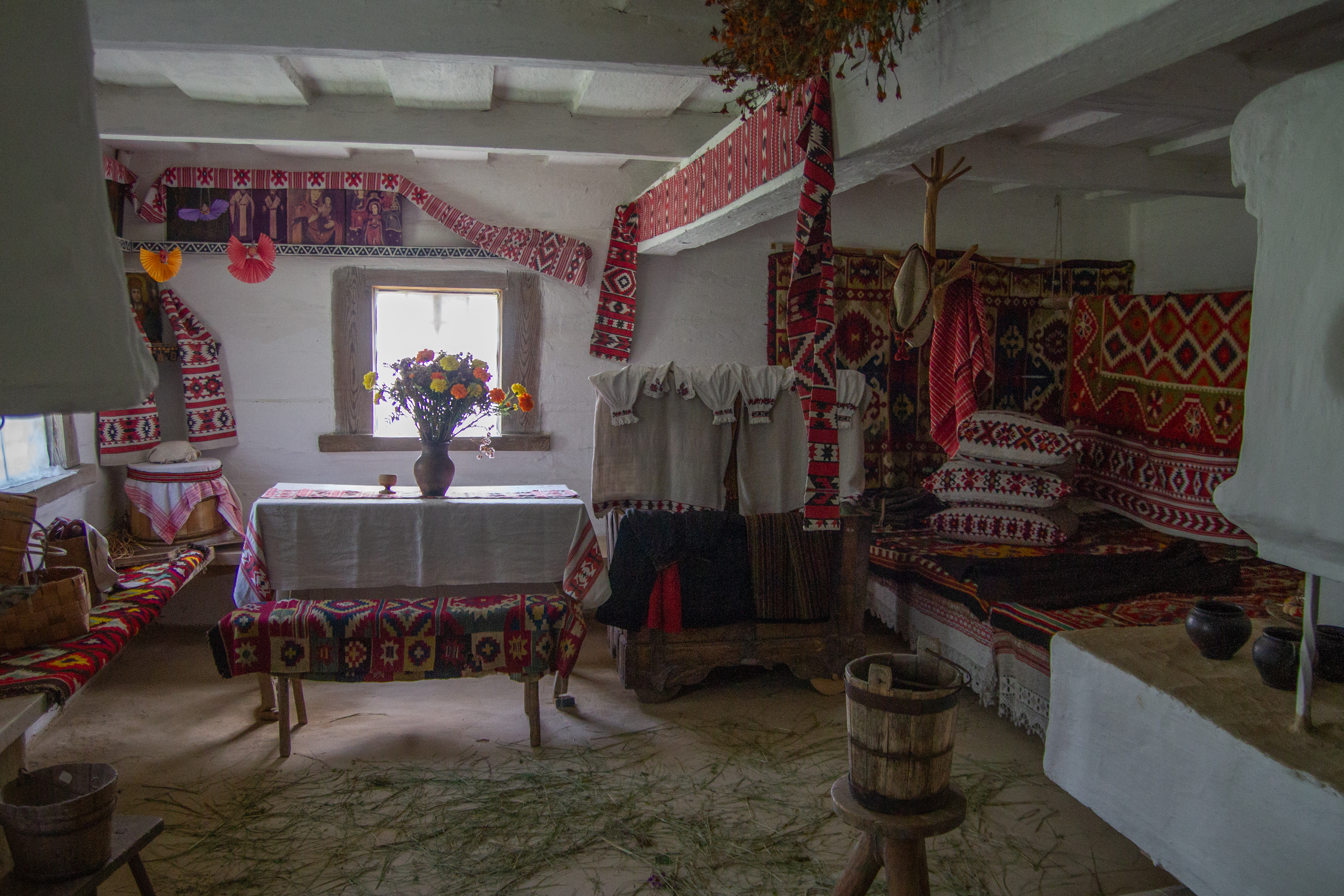
Interno di abitazione con arredamento originale

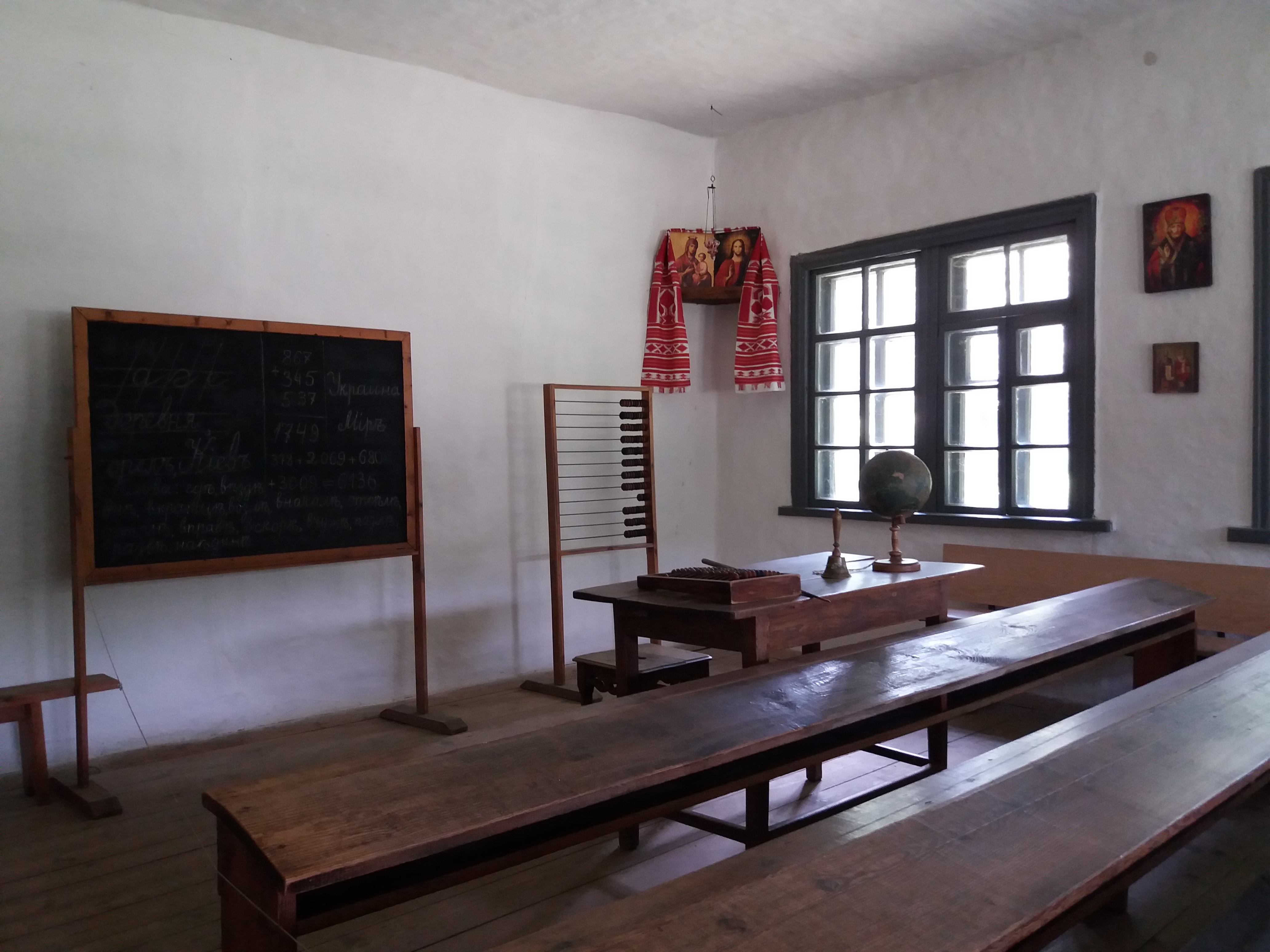
Ricostruzione dell'interno dell'aula di una scuola del distretto di Tal'ne

La fondazione si è avuta con un decreto governativo del 1969, ed è nato come museo statale dedicato all'architettura popolare e dei costumi della Repubblica Socialista Sovietica Ucraina su suggerimento di Petro Tronko, presidente della Società ucraina per la protezione dei monumenti.
Nel 1972 è stata integrata nel museo l'ex chiesa di Santa Caterina di Kiev che da quel momento ha ospitato l'amministrazione ed è stata utilizzata anche come deposito. Subito dopo la fondazione al museo sono arrivati materiali da tutto il Paese a testimonianza del modo di vivere e della cultura popolare. Sono state acquisite in tal modo molte icone e anche strumenti musicali popolari. La presenza di molte testimonianze precedenti la Rivoluzione d'ottobre è stato per un certo periodo criticato perché erano assenti reperti post-rivoluzionari tuttavia le raccolte sono state ulteriormente incrementate.

## Descrizione
Il museo, che ha lo status di Museo statale dell'Ucraina ed è affiliato all'Istituto di arti, folclore ed etnologia dell'Accademia nazionale delle scienze dell'Ucraina, ha una collezione di oltre 75 000 reperti e copre un'area di oltre 100 ettari a sud-ovest di Kiev.
La grande area museale ospita circa 300 strutture di edilizia tradizionale che risalgono anche al XVI secolo e che arrivano da diverse parti dell'intera Ucraina. Gli edifici di maggiore interesse storico ed etnografico sono le numerose chiese in legno, le fattorie e i mulini a vento risalenti al XVII e XX secolo. In tutto vi sono ricostruiti 7 villaggi che rappresentano le aree regionali del Paese.
La vita quotidiano degli abitanti dei villaggi e dei cittadini ucraini viene anche rappresentata dagli abitanti del luogo che, in abiti d'epoca, dimostrano ai visitatori l'uso degli oggetti e delle attrezzature raccolte e organizzano spettacoli a tema.